# Optische Frequenzbereichsreflektometrie
Die Optische Frequenzbereichsreflektometrie, auch bekannt unter der englischen Bezeichnung Optical Frequency Domain Reflectometry kurz OFDR, ist ein Verfahren zur Ermittlung und Analyse von Lauflängen und Reflexionscharakteristika von elektromagnetischen Wellen und Signalen im Wellenbereich des Lichts. Sie ist verwandt mit der optischen Zeitbereichsreflektometrie (OTDR).
Mit dem Verfahren ist unter anderem die Messung des Temperaturverlaufes, der Feuchte oder des Kraftverlaufes entlang eines Lichtwellenleiters möglich, was beispielse zur Erkennung und Klassifizierung von Bränden in Tunneln genutzt werden kann.

## Verfahren
Das OFDR-Verfahren wurde im Jahre 1995 zum Patent angemeldet.
OFDR arbeitet nicht wie die OTDR-Technik im Zeitbereich, sondern im Frequenzbereich. Man erhält beim OFDR-Verfahren eine Aussage über den örtlichen Temperaturverlauf, wenn das während der gesamten Messzeit detektierte Rückstreusignal als Funktion der Frequenz und somit komplex gemessen (komplexe Übertragungsfunktion) und anschließend fouriertransformiert wird.
Die wesentlichen Vorzüge der OFDR-Technik sind der quasi Dauerstrich-Betrieb des Lasers und die schmalbandige Detektion des optischen Rückstreusignals, wodurch ein deutlich höheres Signal-Rauschverhältnis als bei der Pulstechnik erreicht wird. Dieser technische Vorzug ermöglicht den Einsatz von preiswerten Halbleiterlaserdioden und die Verwendung von preiswerteren elektronischen Baugruppen für die Signalmittelung. Demgegenüber steht die technisch schwierige Messung des Streulichtes (komplexe Messung nach Betrag und Phase) und eine durch die FFT-Berechnung aufwendige Signalverarbeitung mit höheren Linearitätsanforderungen der elektronischen Baugruppen.